# Sinomenium acutum
Sinomenium acutum (Thunberg) sinònim:Cocculus diversifolius, és una liana llenyosa de fins a 20 m de llargada. És una planta nativa de la Xina, Índia, Japó Nepal i Tailàndia.
A Espanya figura dins la llista de plantes de venda regulada.
Conté l'alcaloide sinomenina usat per al tractament de l'artritis i altres condicions inflamatòries.